# Кекозеро
Ке́козеро (вепс. Kekar’) — пресноводное озеро на территории Винницкого сельского поселения Подпорожского района Ленинградской области.

## Общие сведения
Площадь озера — 0,7 км², площадь водосборного бассейна — 31,1 км². Располагается на высоте 146,4 метра над уровнем моря.
Форма озера продолговатая: оно более чем на полтора километра вытянуто с юго-запада на северо-восток. Берега изрезанные, каменисто-песчаные, преимущественно возвышенные.
С северо-восточной стороны Кекозера вытекает река Пётка, впадающая в Чикозеро, из которого берёт начало река Паданка, впадающая в реку Шокшу. Шокша, в свою очередь, впадает в реку Оять, левый приток Свири.
С запада в водоём впадает протока без названия, несущая воды озёр Легмозера, Оёзера, Каргинского и Кодозера.
Ближе к северо-восточной оконечности Кекозера расположено не менее шести небольших безымянных островов.
Населённые пункты и автодороги вблизи водоёма отсутствуют.
Код объекта в государственном водном реестре — 01040100811102000015791.